# Liste von Persönlichkeiten der Stadt Oradea

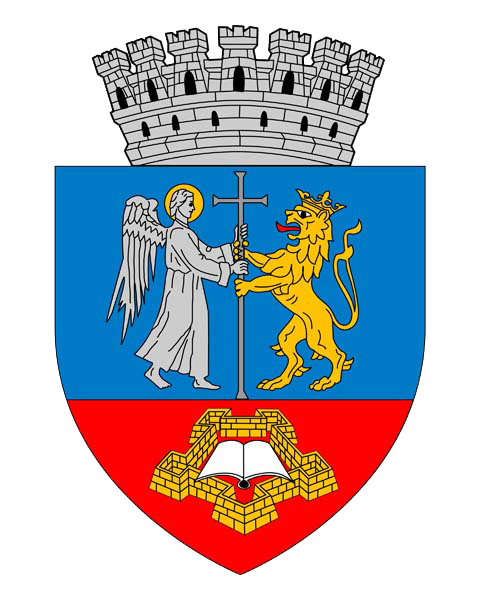
Wappen der Stadt Oradea

Die folgende Liste enthält Personen, die in der rumänischen Stadt Oradea (deutsch Großwardein, ungarisch Nagyvárad, slowakisch Veľký Varadín, lateinisch Magnovaradinum) geboren wurden, sowie solche die dort gestorben sind. Die Liste erhebt keinen Anspruch auf Vollständigkeit.

## In Oradea geborene Persönlichkeiten

### Bis 1820

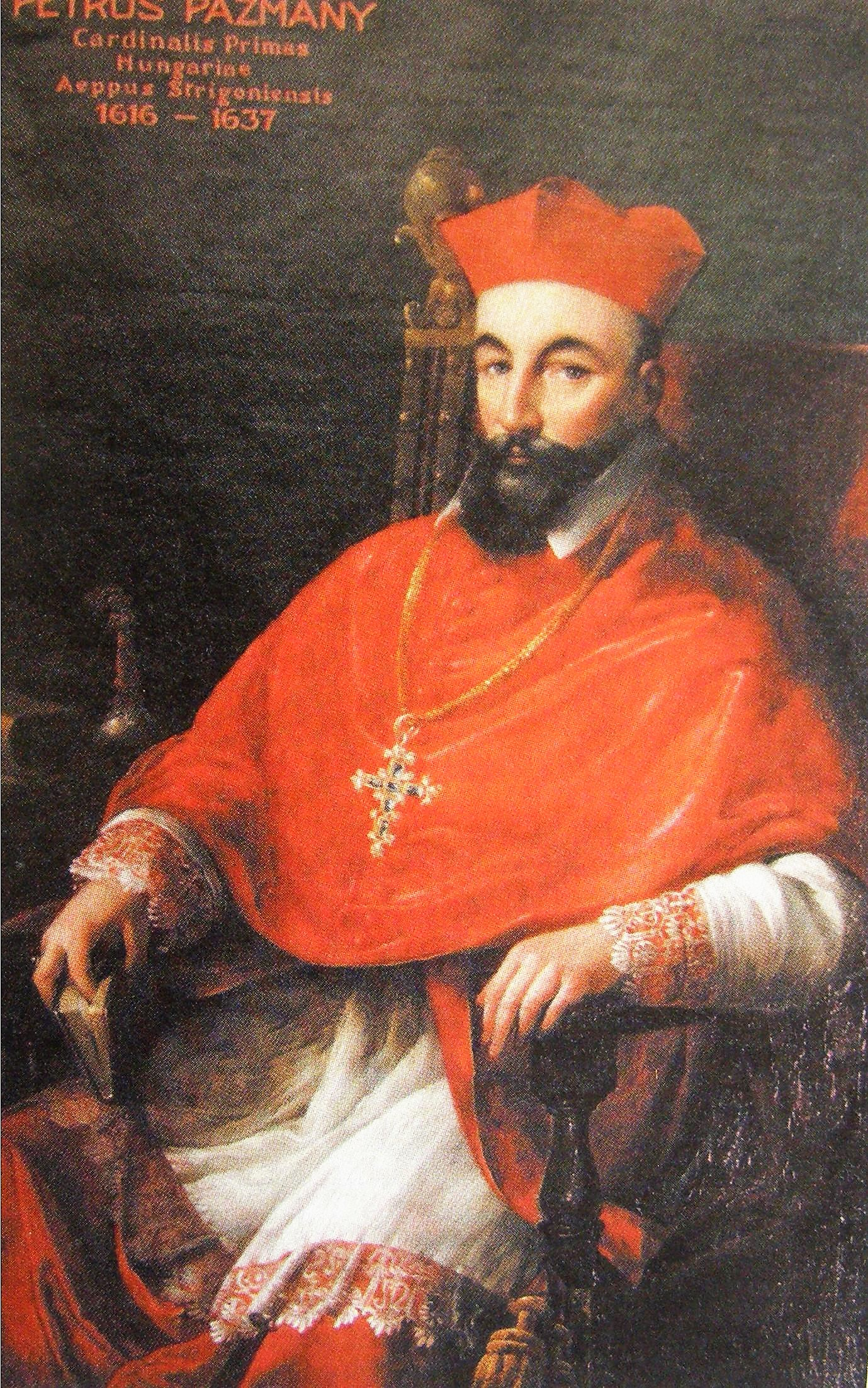
Péter Pázmány

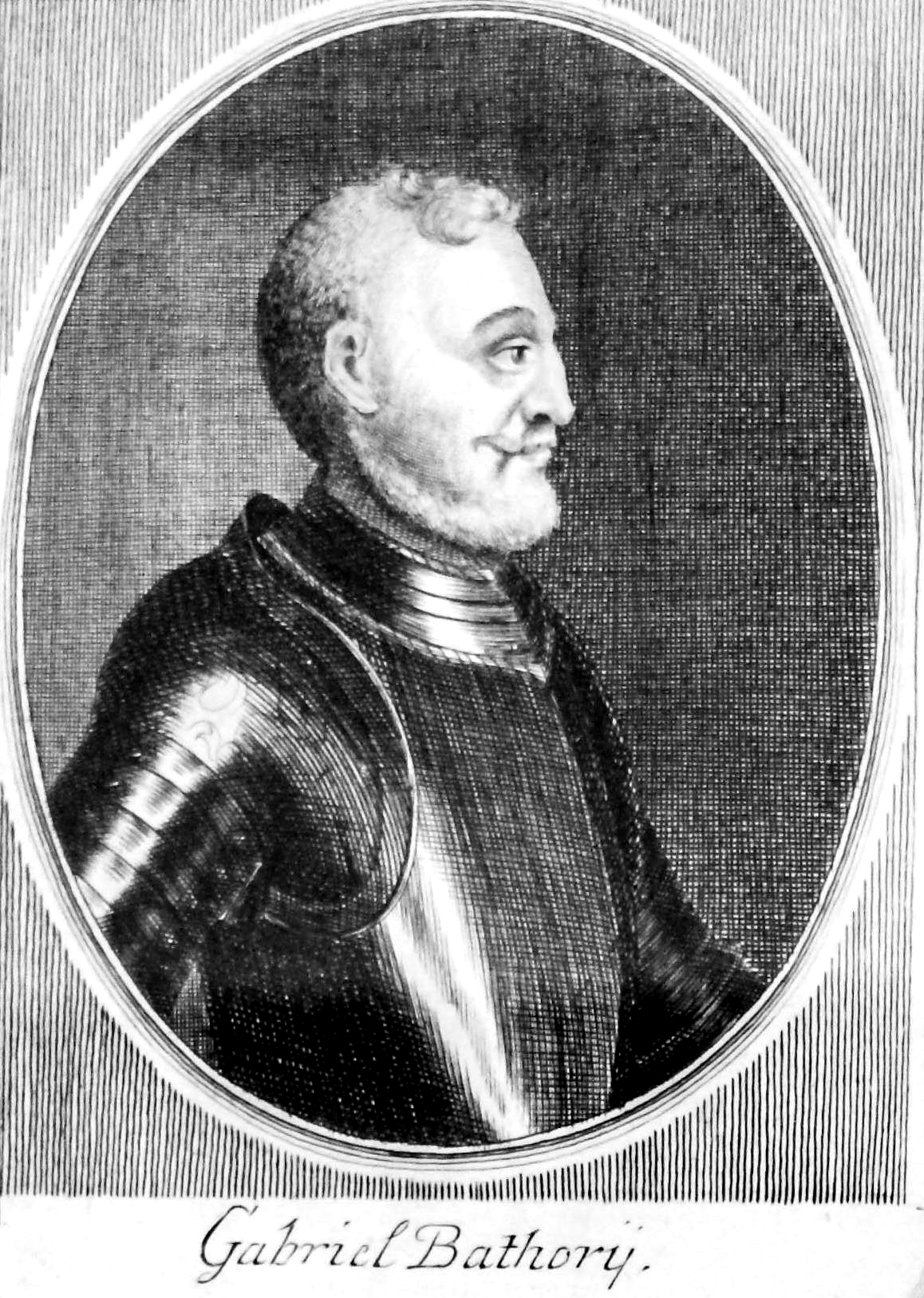
Gabriel Báthory

- Péter Váradi (um 1450–1503), Erzbischof von Kalocsa[1]
- Péter Pázmány (1570–1637), Erzbischof von Esztergom
- Sigismund Báthory (1572–1613), Fürst von Siebenbürgen
- Gabriel Báthory (1589–1613), Fürst von Siebenbürgen
- Ferenc Rhédey (1610–1667), Fürst von Siebenbürgen[1]
- Mihály Teleki (1634–1690), Kanzler von Siebenbürgen, starb in einer Schlacht gegen den von den Türken gesandten Emmerich Thököly bei Zernyest (Zernen).[2]
- Ödön Beöthy (1796–1854), Regierungsbeauftragter für Siebenbürgen im Jahre 1848, Vizegespan des ungarischen Komitats Bihar[3]
- Emanuil Gojdu (1802–1870), Anwalt und rumänischer Patriot sowie Freiheitskämpfer für die Rechte der Rumänen in Transsilvanien[4]
- József Nagysándor (1804–1849), ungarischer Landwehrgeneral, Arader Märtyrer[5]
- Ede Szigligeti (1814–1878), ungarischer Dramatiker

### 1821 bis 1900

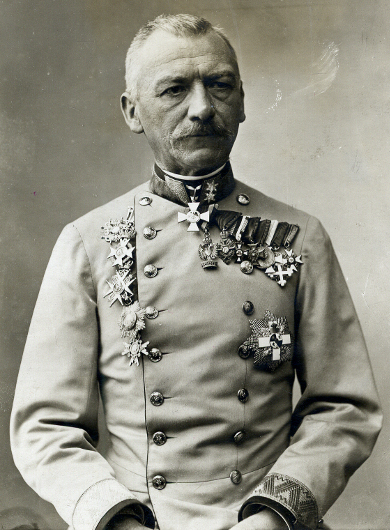
Arthur Freiherr von Hübl

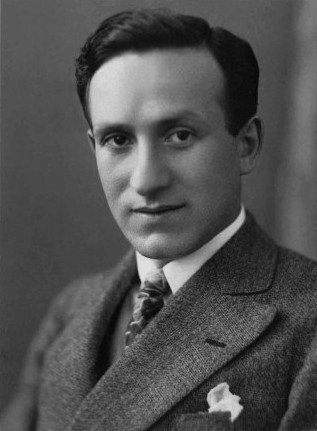
Ernő Erbstein

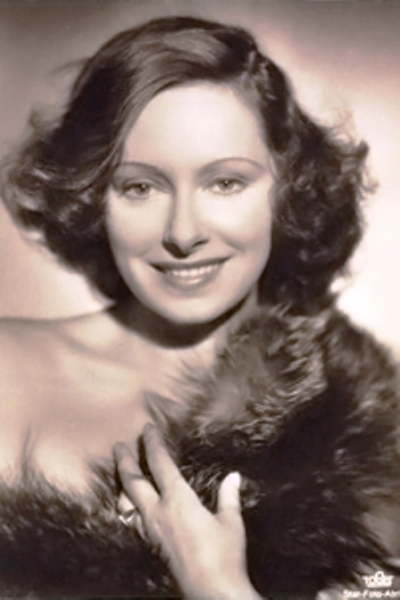
Lili Muráti

- Antal Csengery (1822–1880), Historiker
- Johanna Dill-Malburg (1859–1944), Malerin
- Moritz Rosenthal (1832/1833–1889), österreichischer Neurologe
- Pál Böhm (1839–1905), Kunstmaler[1]
- Dezső Szilágyi (1840–1901), Anwalt, Justizminister[1]
- Alexander Mocsáry (1841–1915), Zoologe und Entomologe
- Freiherr Arthur von Hübl (1853–1932), österreichischer Feldmarschallleutnant, Chemiker und Kartograf
- Gusti (Augustine) Zimmermann (1865–1906?), Schauspielerin und Komponistin[6]
- György Lukács (1865–1950), ungarischer Politiker und Minister für Kultus und Unterricht
- János Teleszky (1868–1939), ungarischer Politiker, Finanzfachmann und Minister
- Diósy Ödönné Adél Brüll (1872–1934), Muse von Endre Ady
- Ferike Boros (1873–1951), Schauspielerin
- Károly Bakonyi (1873–1926), Schriftsteller[1]
- Ernő Osvát (1876–1929), Gründer der Zeitschrift Nyugat[7]
- Lajos Biró, geboren als Ludwig Blau (1880–1948), ungarisch-britischer Drehbuchautor
- Miklós Kozma (1884–1941), ungarischer Offizier, Jurist, Medienunternehmer und Politiker
- Ede Tóth (1884–1943), ungarischer Tennisspieler
- Jenő Pozsonyi (1885–1936), siebenbürgischer Maler, der dem Naturalismus sowie Impressionismus nahestand
- Erzsébet (Elisabeth) Radó–Révész (1887–1923), siebenbürgische Nervenärztin, Psychoanalytikerin und Mitglied der Wiener Psychoanalytischen Vereinigung.
- Friedrich Schorr (1888–1953), ungarisch-jüdischer Bassbariton
- Emil Telmányi (1892–1988), Geiger und Dirigent
- Paul Gyorgy (1893–1976), siebenbürgischer Kinderarzt und Ernährungswissenschaftler
- Emil Bisttram (1895–1976), ungarisch-amerikanischer Maler
- Ernő Erbstein (1898–1949), ungarischer Fußballspieler und -trainer
- Zsigmond Széchenyi (1898–1967), Afrika-Reisender[1]

### 1901 bis 1920

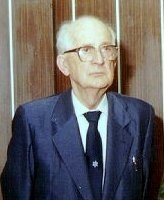
Brúnó Ferenc Straub

- Iosif Bartha (1902–1957), Fußballspieler
- Anna Beöthy Steiner (1902–1985), ungarisch-französische Malerin
- Albert Ströck (1902–1971), Fußballspieler
- Béla Grunberger (1903–2005), französischer Psychoanalytiker
- Georges Politzer (1903–1942), französischer Philosoph und marxistischer Theoretiker
- Lajos Steiner (1903–1975), ungarisch-australischer Schachspieler
- Boris Palotai (1904–1983), Schriftstellerin, mit dem Attila-József-Preis ausgezeichnet[1]
- Imre Ványai (1904–1980), Maler und Grafiker
- Endre Kabos (1906–1944), ungarischer Säbelfechter und Widerstandskämpfer
- Károly Weichelt (1906–1971), Fußballspieler
- Margit Dajka (Dayka) (1907–1986), Schauspielerin, mit dem Kossuth-Preis ausgezeichnet[1]
- Ernő Grünbaum (1908–1944 oder 1945), siebenbürgischer Maler des Expressionismus
- László Halmos (1909–1997), ungarischer Komponist
- Szabolcs Fényes (1912–1986), Komponist, mit dem Erkel-Preis ausgezeichnet[1]
- Sándor Zöld (1913–1951), Politiker
- Lili Muráti (1914–2003), Schauspielerin
- Brúnó Straub (1914–1996), Akademiker, Staatsoberhaupt von Ungarn 1988–1989
- Ferenc Berko (1916–2000), ungarisch-amerikanischer Fotograf
- Francisc Spielmann (1916–1974), rumänisch-ungarischer Fußballspieler
- Stephanus Dászkál (1919–2003), Ordinarius ad nutum Sanctae Sedis

### 1920 bis 1950

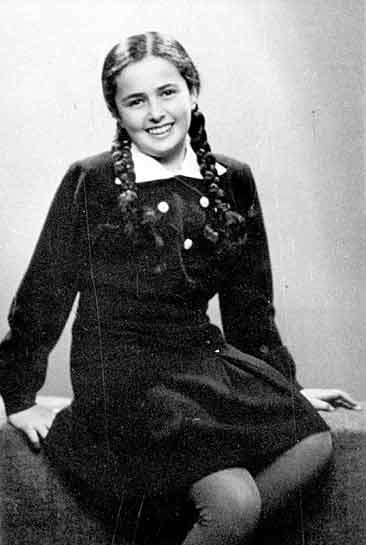
Éva Heyman

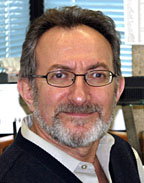
Robert Reisz

- Ladislas Mandel (1921–2006), ungarisch-französischer Typograph
- Alice Gáborján (1922–2018), Volkskundlerin und Museologin
- Nándor Wagner (1922–1997), Bildhauer[8]
- Carol Bartha (1923–1976), Fußballspieler
- Ludovic Fazekás (* 1925), Politiker
- Anton Fernbach (1925–1989), Fußballspieler
- József Csire (1926–2011), Geiger, Dirigent und Komponist
- Gavril Serfőző (1926–2002), Fußballspieler
- Gheorghe Băcuț (1927–1974), Fußballspieler
- Mircea Malița (1927–2018), Mathematiker, Essayist, Diplomat, Bildungsminister, Universitätsprofessor[9]
- Tiberiu Bone (1929–1983), Fußballspieler
- István Erdélyi (1931–2020), Archäologe und Historiker
- Éva Heyman (1931–1944), Tagebuchschreiberin und Holocaustopfer
- József Bartovics (1935–2005), Maler
- Emeric Arus (1938–2022), Fechter
- Júlia Várady (* 1941), ungarisch-deutsche Opernsängerin
- Anna Széles (* 1942), Theater- und Filmschauspielerin
- Mihai Bărbulescu (* 1947), Althistoriker und Klassischer Archäologe
- Robert Reisz (* 1947), kanadischer Paläontologe und Hochschullehrer
- Attila Kun (* 1949), deutsch-rumänischer Fußballspieler und -trainer

### 1951 bis 1980
- Șerban-Dan Costa (* 1955), Mediziner, Universitätsprofessor an der Otto-von-Guericke-Universität Magdeburg
- Zoltan Crișan (1955–2003), Fußballspieler
- Olga Anna Duhl (* 1956), Literaturwissenschaftlerin, Universitätsprofessorin am Lafayette College (Easton, PA)
- Asteris Koutoulas (* 1960), deutsch-griechischer Musikproduzent, Publizist, Übersetzer und Autor
- Horatio Pintea (* 1962), kanadischer Tischtennisspieler
- Daniel Lascău (* 1969), deutscher Judoka
- Octavian Șovre (* 1973), Fußballschiedsrichterassistent
- Erik Lincar (* 1978), Fußballspieler

### Ab 1981
- Csilla Ababi (1983–2019), Schauspielerin
- Mihai Neșu (* 1983), Fußballspieler
- Sebastian Achim (* 1986), Fußballspieler
- Ioan Hora (* 1988), Fußballspieler
- Ioan Filip (* 1989), Fußballspieler
- Mihai Dringo (* 2001), Leichtathlet
- Patrick Gânțe (* 2004), Fußballspieler

## In Oradea gestorbene Persönlichkeiten

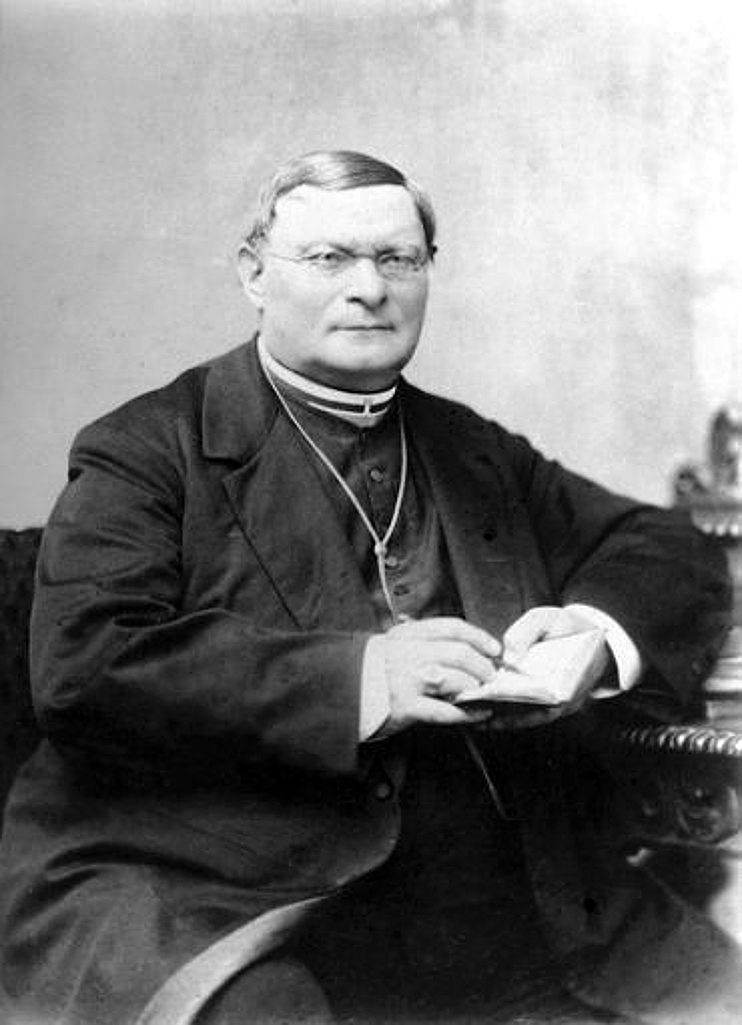
Flóris Rómer

- Flóris Rómer († 1889), Domherr und ungarischer Althistoriker
- Lőrinc Schlauch († 1902), Kardinal
- Iosif Vulcan († 1907), Akademiker, Publizist und Schriftsteller[10]
- Jenő Pozsonyi († 1936), siebenbürgischer Maler, der dem Naturalismus sowie Impressionismus nahestand
- Miklós Nyiszli († 1956), jüdischstämmiger rumänischer, ungarisch-sprechender Mediziner und Überlebender des Holocaust
- Alfred Macalik († 1979), österreichisch-rumänischer Landschaftsmaler, Graphiker, Bildhauer und Komponist
- László Hosszú († 1983), Generalvikar des Bistums Oradea Mare[11]